# Gloker Niepubliczna Szkoła Policealna
Gloker Niepubliczna Szkoła Policealna – prywatna szkoła policealna (do czasu reformy – szkoła ponadgimnazjalna) znajdująca się w Krakowie, mająca uprawnienia szkoły publicznej.

## Historia
Szkoła powstała w listopadzie 1999 roku na podstawie decyzji Ministra Edukacji Narodowej i wpisana została do Rejestru Szkół i Placówek Oświatowych pod numerem 52827. 28 listopada 2000 r. szkoła uzyskała uprawnienia szkoły publicznej nadane przez Prezydenta Miasta Krakowa decyzją nr 43203-7-162. Od 2012 roku nauka na większości prowadzonych przez szkołę kierunkach jest całkowicie bezpłatna. Na początku szkoła mieściła się w kamienicy przy ul. Szlak 32/1. W czerwcu 2019 r. została przeniesiona do zabytkowej kamienicy z 1872 r. (wg projektu Tomasza Prylińskiego) przy ul. Basztowej 4.

## Oferta dydaktyczna
Szkoła oferuje kształcenie m.in. w następujących zawodach:
- technik masażysta
- technik usług kosmetycznych
- florystyka
- technik rachunkowości, księgowość i kadry
- technik informatyk i grafik komputerowy
- technik sterylizacji medycznej
- opiekun medyczny
- terapeuta zajęciowy
- asystentka i higienistka stomatologiczna

Zawód poświadczony dyplomem Ministerstwa Edukacji Narodowej i tytułem zawodowym technika, przyznawany jest po roku lub dwóch latach nauki w zależności od kierunku. Placówka jest jednocześnie ośrodkiem egzaminacyjnym Okręgowej Komisji Egzaminacyjnej. Oprócz dyplomu absolwenci otrzymują również Europass – Suplement do Dyplomu Potwierdzającego Kwalifikacje Zawodowe.
Szkoła prowadzi zajęcia w systemie dziennym, wieczorowym i zaocznym. Posiada własne, w pełni wyposażone pracownie zawodowe, zapewniające możliwość realizacji praktycznej nauki zawodu.
Nadzór pedagogiczny nad placówką sprawuje Kuratorium oświaty w Krakowie.

## Znani absolwenci[3]
- Katarzyna Dulnik – polska koszykarka, mistrzyni Europy z 1999, po zakończeniu kariery zawodniczej trenerka koszykarska,
- Anna Wielebnowska – polska koszykarka, reprezentantka kraju.